# Bertelsmann
Bertelsmann je německá privátně vlastněná mezinárodní společnost se sídlem v Gütersloh v Severním Porýní-Vestfálsku. Jde o jeden z největších mediálních konglomerátů na světě, podniká však i v odvětví služeb a vzdělávání.
Bertelsmann byl založen Carlem Bertelsmannem v roce 1835 jako nakladatelství. Po druhé světové válce Bertelsmann vyrostl pod vedením Reiharda Mohna ze středně velké společnosti na významný konglomerát, když rozšířil podnikatelský záběr z vydavatelství knih na televizi, hudbu, časopisy a služby. K jeho hlavním divizím patří RTL Group, Penguin Random House, Gruner + Jahr, BMG, Arvato, Bertelsmann Printing Group, Bertelsmann Education Group a Bertelsmann Investments.
Bertelsmann není kotována na burze a zůstává majoritně v rukou rodiny Mohnových. Hlavními podnikatelskými principy společnosti jsou kreativita a podnikavost.
V listopadu 2020 bylo oznámeno, že Bertelsmann usiluje o akvizici společnosti Simon & Schuster, s nabídkou přes 2 miliardy dolarů.